# Campos de Castilla
Campos de Castilla és una obra d'estil noucentista, escrita per Antonio Machado el 1912, en la qual predomina la seva admiració per les terres castellanes.

## Publicació de l'obra
Des de 1908 Antonio Machado començà a publicar alguns poemes que integrarien el compendi de 1912.
A finals de 1910, des de Sòria, Antonio Machado envia el manuscrit a Gregorio Martínez Sierra per publicar-lo a l'Editorial Renacimiento. De bon principi volia posar-li el títol Tierras de España. Al final, l'obra, que no era prou extensa, es publicà el 1912 amb el nom Campos de Castilla. A finals de 1911, el poeta escriu La tierra de Alvargonzález, un text en dues versions: l'una en prosa i l'altra en vers, un llarg poema compost per 712 versos en forma de romanç. El conjunt definitiu tingué 54 poemes. La unitat Proverbios y Cantares estava formada per 29 poemes, als quals s'hi afegiren 24 poemes més en l'edició Poesías Completas de 1917.

## Temàtica
L'obra té una temàtica bastant heterogènia, no té la unitat formal del seu conjunt de poemes anterior Soledades, Galerías y Otros poemas, (1907).
Molts poemes comencen essent principalment descriptius, però després deixen pas a l'exaltació lírica del poeta davant la naturalesa dels camps de Castella. Predomina una visió exterioritzada, el poeta s'obre cap a fora, passa d'una poesia de compromís -denuncia els problemes socials de la seva època- a una que descriu un paisatge idealitzat a través del qual, com en les galeries de l'ànima de Soledades, el poeta fa una recerca espiritual. En certes ocasions, es posa de manifest un estat d'ànim afligit per la mort de Leonor. Vegeu el poema CXXI, en el qual s'efectua una progressió anímica entre el somni i la realitat.
D'altra banda, l'obra conté diversos poemes dedicats a persones a qui coneixia i admirava: Miguel de Unamuno, Azorín, José María Palau, Roberto Castrovido, Vicente Ciurana, Francisco Giner de los Ríos, Juan Ramón Jiménez, José Ortega y Gasset, Xavier Valcarce Ocampo, Rubén Darío, Narcís Alonso Cortés.

## La tierra de Alvargonzález
Es tracta d'un famós romanç dedicat a Juan Ramón Jiménez, compost per deu parts dividides al seu torn en diversos romançs enumerats. Antonio Machado assegura que aquests romanços "miran a lo elemental humano, al campo de Castilla y al libro primero de Moisés, llamado Génesis". El poema té 712 versos.
La història tracta d'una família de llauradors de cinc membres, a la província de Sòria. Els dos germans grans han d'heretar les terres del pare. El tercer fill es nega a fer-se religiós i marxa a les Índies. El pare de la família és assassinat pels dos fills grans i amagat a la laguna Negra. Al menor, en tornar de les Índies, l'informen del que va passar. Mentrestant la fortuna dels germans assassins, ha minvat molt. L'indià finalment els compra les terres, que de seguida es tornen fecundes. L'aparició de l'espectre del pare fa ressorgir en els assassins la por i la vergonya. El romancer acaba amb la mort dels fills parricides.